# Монстър Хай 2
„Монстър Хай 2“ (на английски: Monster High 2) е музикален фентъзи филм от 2023 г. на режисьора Тод Холанд, продължение на „Монстър Хай: Филмът“ (2022). Премиерата на филма е излъчена в стрийминг платформата „Парамаунт+“ и телевизионния канал „Никелодеон“ на 5 октомври 2023 г.
Базиран на поредицата модни кукли „Монстър Хай“ от „Мател“ и продуциран от телевизионната си дивизия и „Брайтлайт Пикчърс“, във филма участват Мия Харис като Клодийн, Сеси Балагот като Франки Щейн и Ная Дамасен като Дракулора.

## Актьорски състав
- Мия Харис – Клодийн
- Сеси Балагот – Франки Щейн
- Ная Дамасен – Дракулора
- Кейс Уокър – Дюс Горгон
- Джай Пришкълник – Клео де Нил
- Салена Куреши – Торалей Страйп
- Стийв Валънтайн – Дракула, баща на Дракулора
- Марси Т. Хаус – директор Блъдгуд
- Скоч Елис Лоринг – Аполо Улф, баща на Клодийн
- Джъстин Дериксън – Хийт Бърнс
- Лина Лекомпти – Лагуна Блу
- Кира Леру – Деми Бовейс
- Лия Фицджералд – Гулия Йелпс
- Насив Сол – Аби Боминейбъл
- Ана Ортиз – Замара Пру
- Бонейл Фамбрини – Елис Гулд
- Стивън Хюи – Чудовищен тийнейджър
- Мат Кенеди и Кейти Стюарт – Хипстъри
- Алистър Абел и Скот Пейти – поддръжници на Замара Пру
- Кайл Страутс – Гробарят
- Кайл Селиг – г-н Комос/Едуард „Еди“ Хайд младши

### Гласове
- Майкъл Антоакос – Колман Ийвс
- Наташа Легеро – Скълет, училищната система
- Оуен Томас – Гробаря

## В България
В България филмът се излъчва по локалната версия на „Никелодеон“ от 19 май 2024 г., в неделя от 13:00 ч.

### Нахсинхронен дублаж
| Роля             | Изпълнител                     |
| ---------------- | ------------------------------ |
| Клодийн          | Далия Георгиева                |
| Франки Щейн      | Ния Кръстева                   |
| Дракулора        | Йоана Генчева                  |
| Клео де Нил      | Кристина Топалова              |
| Дюс              | Веселин Симеонов               |
| Лагуна           | Христа Петкова                 |
| Гулия            | Катрин Гачева                  |
| Аби              | Мина Зехирова                  |
| Дракула          | Георги Спасов                  |
| Директор Блъдгуд | Михаела Тюлева                 |
| Други гласове    | Евгения Ангелова Виктор Иванов |

| Обработка           | студио „Про Филмс“ |
| ------------------- | ------------------ |
| Режисьор на дублажа | Ангелина Русева    |